# Smilacicola crenatus
Smilacicola crenatus är en insektsart som beskrevs av Sadao Takagi 1983. Smilacicola crenatus ingår i släktet Smilacicola och familjen pansarsköldlöss.
Artens utbredningsområde är Hongkong (Kina). Inga underarter finns listade i Catalogue of Life.